# Вінтершайд
Вінтершайд (нім. Winterscheid) — громада в Німеччині, розташована в землі Рейнланд-Пфальц. Входить до складу району Бітбург-Прюм. Складова частина об'єднання громад Прюм.
Площа — 8,50 км2. Населення становить 148 ос. (станом на 31 грудня 2020).